# Jacques Drevet
Jacques Drevet est un architecte français, né le 3 mai 1832 à Villefranche-sur-Saône,  mort le 11 mai 1900 à La Baule-Escoublac.

## Biographie
Jacques Drevet a été classé parmi les architectes orientalistes. Il a eu l'occasion de travailler hors d'Europe où il a pu acquérir un connaissance de l'art oriental. Architecte attaché au vice-roi d'Égypte, il construit en Égypte les docks d'Alexandrie.
Il a réalisé les bâtiments de la section égyptienne de l'Exposition universelle de 1867 sous la direction de l'égyptologue Mariette. Il récupère des éléments du pavillon égyptien pour construire à Orsay une villa dans le style mauresque pour Charles Cordier (Cambrai, 1827 - Alger, 1905). 
On le retrouve à l'Exposition universelle de 1878 où il réalise la partie du Syndicat oriental (Siam, Perse, Chine) de la rue des Nations.
En 1869, il accompagne l'impératrice Eugénie pour l'inauguration du canal de Suez.
Il travaille comme architecte du Crédit lyonnais. La banque lui paie des honoraires entre 1876 et 1884 sans qu'on puisse savoir la nature des travaux réalisés par lui
Entre 1874 et 1886, il travaille sur les aménagements de deux hôtels particuliers appartenant à Claudius Popelin, à Paris, rue de Téhéran et rue de La Baume.
En 1876, il réalise les quatre pavillons mauresques de la villa Masquelier, à Sainte-Adresse et le siège du Crédit havrais.
Il réalise en 1879 les deux maisons qui se trouvent à l'entrée de la rue Nouvelle, actuelle rue du Cardinal-Mercier, ainsi que l'hôtel au numéro 11 bis. Dans cette même rue, il construit, en 1883-1884, pour Anna Judic, au numéro 12, l'hôtel Judic.
Entre 1888 et 1890, il réalise au 2-4 rue du Bouloi, à Paris, un bâtiment exceptionnel pour l'imprimerie Paul Dupont, avec une façade en pierre de taille et une structure métallique permettant de supporter de lourdes rotatives.
En 1894, il présente un projet pour le concours du musée égyptien du Caire.
Vers 1897, il dessine le bâtiment de la poste annexe de La Baule-Escoublac, détruit au début des années 1960 pour permettre la construction de l'immeuble Le Palais d'été, conçu par l'architecte Christian Cacaut ; il conçoit également la villa balnéaire bauloise Lella (vers 1897). Une avenue de La Baule-Escoublac lui rend hommage.
Il épouse Jeanne Lenormand fille de l'architecte Louis Lenormand, il est le père de Madeleine Drevet épouse de Charles Monchicourt, le fils du liquidateur du Panama, et de Geneviève Drevet épouse de André Pavie, maire de La Baule de 1917 à 1925.

## Décoration
- Chevalier de la Légion d'honneur en 1868.